# Аппен (коммуна)
Аппен (нем. Appen) — община в Германии, в земле Шлезвиг-Гольштейн.
Входит в состав района Пиннеберг. Подчиняется управлению Морреге. Население составляет 5844 человека (на 31 декабря 2010 года). Занимает площадь 20,29 км².
Коммуна подразделяется на 3 сельских округа.